# NGC 5405
NGC 5405 је спирална галаксија у сазвежђу Волар која се налази на NGC листи објеката дубоког неба.
Деклинација објекта је + 7° 42' 7" а ректасцензија 14h 1m 9,5s. Привидна величина (магнитуда) објекта NGC 5405 износи 13,8 а фотографска магнитуда 14,5. NGC 5405 је још познат и под ознакама UGC 8928, MCG 1-36-14, CGCG 46-36, IRAS 13586+0756, PGC 49906.